# Omer Bhatti
 (septembre 2016).
Pour les articles homonymes, voir Bhatti.
Omer Michael Jamal Bhatti, né le 14 juin 1985 à Drammen, en Norvège, également connu sous son nom de scène O-Bee (Kidslife), est un rappeur et danseur norvégien.

## Biographie
Omer Bhatti est né à Drammen, en Norvège, et a grandi à Holmlia (en). Il est le plus jeune enfant de Pia  Bhatti et a une sœur aînée nommée Shaistah. 
En hiver 2011, Omer Bhatti a signé un accord avec Universal Music et sort le single All Around the World en featuring avec Genevieve Jackson, la fille du plus jeune frère de Michael Jackson, Steven Randy Jackson. À cet égard, il a été invité dans l'émission de télévision Skavlan. Il a également publié le single Life Is A Movie avec son premier clip officiel, réalisé par Kavar Singh, en août 2011.
En parlant de cela dans une interview 2012 avec Luka Neskovic, Omer Bhatti a déclaré que Life Is A Movie est dédié à son ami Michael Jackson. « Quand je regarde maintenant c'est certainement la chanson avec laquelle je suis heureux ». Il a aussi déclaré « Mais à ce moment dans ma vie, ce qui est arrivé il y a trois ans, était très sensible à moi. Je fais de la musique de ce que je vis à ce moment de ma vie, mes émotions y sont écrites. Ces émotions étaient encore si forte. Life Is A Movie est en fait la première chanson que j'ai écrite après ce qui est arrivé, vous le savez, après sa mort ».
En septembre 2012, Omer Bhatti a publié le clip du titre See The Light avec la chanteuse Shontelle. Il a rejoint le jury pour le Norwegian Britain's Got Talent en 2013.
Au début de l'année 2014, il a publié une vidéo de danse intitulé Cold As Ice avec le batteur norvégien Hazzo. En mai 2014, il sort le single Love You In The Mornin, le refrain est chanté par David Amaro, un ami d'enfance. En juillet de la même année, il part en tournée pour VG-lista Topp 20.

## Discographie

### Singles
- All Around the World (2011) ft. Genevieve Jackson[2]
- Life is a Movie (2011)[3]
- See the Light (2012) ft. Shontelle
- Love You in the Morning (2014)[4]
- Let Me Know (2015)[5],[6]
- Automatic (2016)[7]